# NYPD15分署
『NYPD15分署』（原題: The Corruptor）は、1999年に公開されたアメリカ合衆国のアクション映画である。

## ストーリー
ニューヨークのチャイナタウンではマフィアの抗争が激しくなっており、ニューヨーク市警察では15分署のアジア犯罪取締班に中国系アメリカ人の刑事を集めて担当に当たらせていた。その中でやり手として名高いニック・チェン警部補（チョウ・ユンファ）は正義感を持ちながらもマフィアと繋がりを持ってなれ合いの関係となっていた。そんな中、アジア犯罪取締班の慣例を破って白人のダニー・ウォレス巡査（マーク・ウォールバーグ）がこの部署を志願し、ニックが指導役となった。ウォレスは当初は正義感に燃える刑事だったが、チャイニーズ・マフィアのヘンリーに父親の入院費や借金を肩代わりして貰った為に、彼もヘンリー・リーと抜き差しならぬ関係となってしまう。ウォレスと一夜を共にした二人の女性が隠しマイクを見付けた事から彼が潜入捜査官である事がばれてしまい、ニックが撃たれて最後の時間となった時にウォレスは自ら潜入捜査官である事を告げる。

## キャスト
| 役名               | 俳優                     | 日本語吹替 | 日本語吹替   |
| 役名               | 俳優                     | ソフト版   | テレビ朝日版 |
| ------------------ | ------------------------ | ---------- | ------------ |
| ニック・チェン     | チョウ・ユンファ         | 磯部勉     | 山路和弘     |
| ダニー・ウォレス   | マーク・ウォールバーグ   | 森川智之   | 東地宏樹     |
| ヘンリー・リー     | リック・ヤン             | 小山武宏   | 福田信昭     |
| スカバッカー       | ポール・ベン＝ヴィクター | 福田信昭   | 大塚芳忠     |
| ボビー・ヴー       | バイロン・マン           | 三木眞一郎 | 北沢洋       |
| ショーン・ウォレス | ブライアン・コックス     | 小島敏彦   | 真実一路     |
| ジャック           | ジョン・キッド・リー     | 野島健児   | 飯泉征貴     |
| ベンジャミン・ワン | キム・チャン             | 峰恵研     | 平野稔       |

- ソフト版：VHS・DVD収録

その他：中博史、唐沢潤、竹口安芸子、伊藤和晃、高森奈緒、浜田賢二、鈴木正和、小池亜希子
演出：安江誠、翻訳：土井ひみ子、調整：飯塚秀保、制作：グロービジョン
- テレビ朝日版：初回放送2001年11月25日『日曜洋画劇場』

その他：おかやまはじめ、野沢由香里、定岡小百合、西川幾雄、田原アルノ、有本欽隆、佐藤せつじ、平川大輔、河相智哉、佐藤真奈、藤本はるか
演出：壺井正、翻訳：徐賀世子　調整：飯塚秀保、効果：リレーション、制作：グロービジョン　

## 評価
レビュー・アグリゲーターのRotten Tomatoesでは48件のレビューで支持率は48%、平均点は5.30/10となった。Metacriticでは23件のレビューを基に加重平均値が56/100となった。